# Pahýl

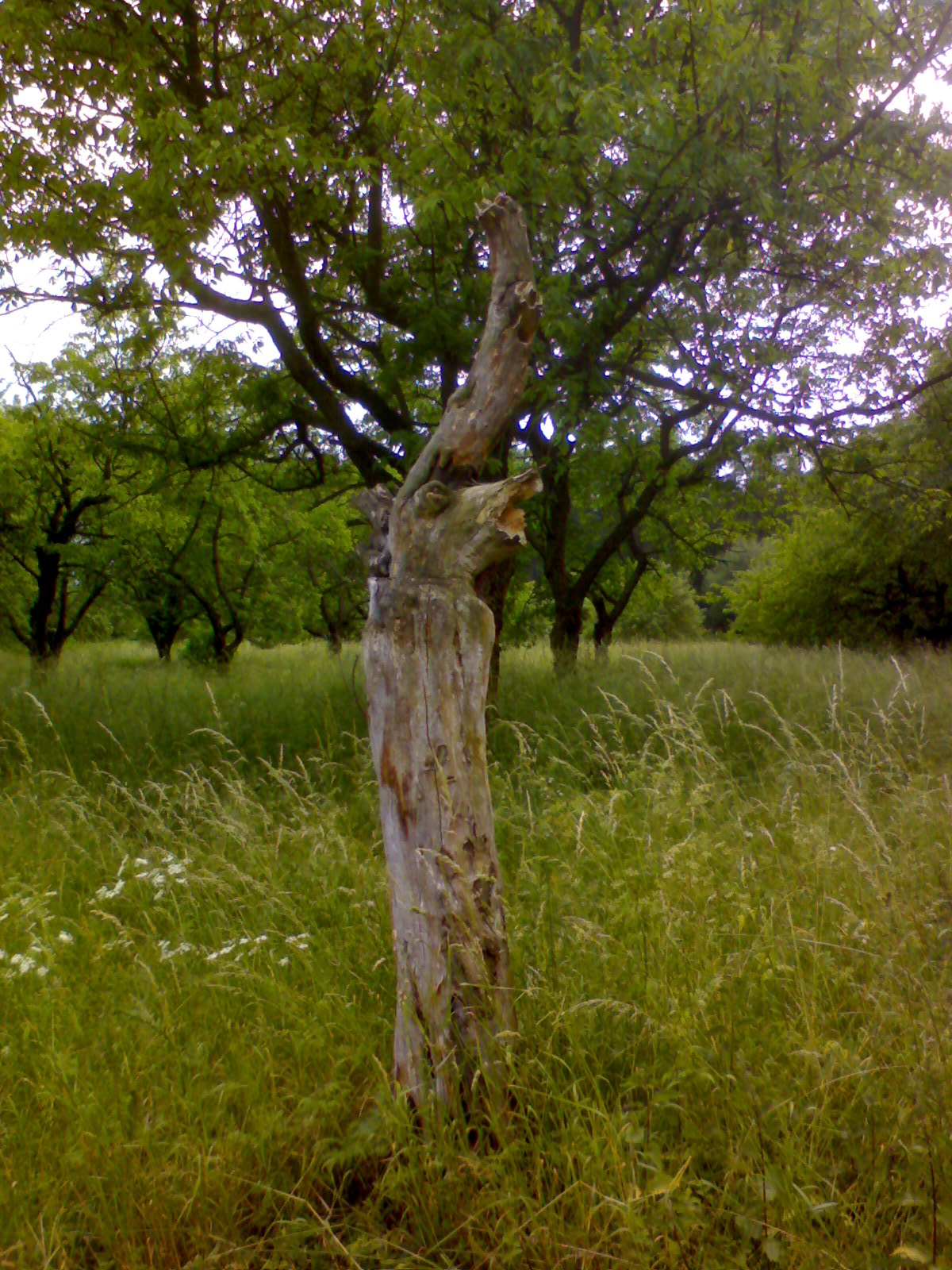
Uschlý pahýl třešně

Pahýl je neúplně vyvinutý nebo po předešlém zranění zahojený či nezahojený zbytek některé části organismu. U živočichů např. ruky, nohy, prstu, ocasu, bičíku atd. Vzniká, je-li část organismu odňata (amputována, useknuta, uříznuta), případně se nevyvinula dostatečně. U rostlin to může být stonek, kmen atp.
Pojem se užívá jak v lékařském názvosloví (pahýl po amputaci dolní končetiny, pahýl zubu), tak např. v lesnictví (pahýl stromu, pahýl kmene). Za pahýl lze označit jak přeražený suchý strom, tak regenerující, ze kterého začaly růst nové větve.

## Etymologie
Slovo pahýl je nejasného původu. V jiných slovanských jazycích kromě slovenského pahýľ chybí a jedná se pravděpodobně o neologismus z doby Českého národního obrození. V Jungmannově slovníku z roku 1837 se nachází heslo pahejl. Je zde definované třemi významy: seschlý stromek, z něhož větve a stonek odpadali neb se ulámali, tak že málo nad pařez ční; pazour (dráp či prst šelmy); osten na trní.

Často ve významu „trčící“ zbytek dřeviny.

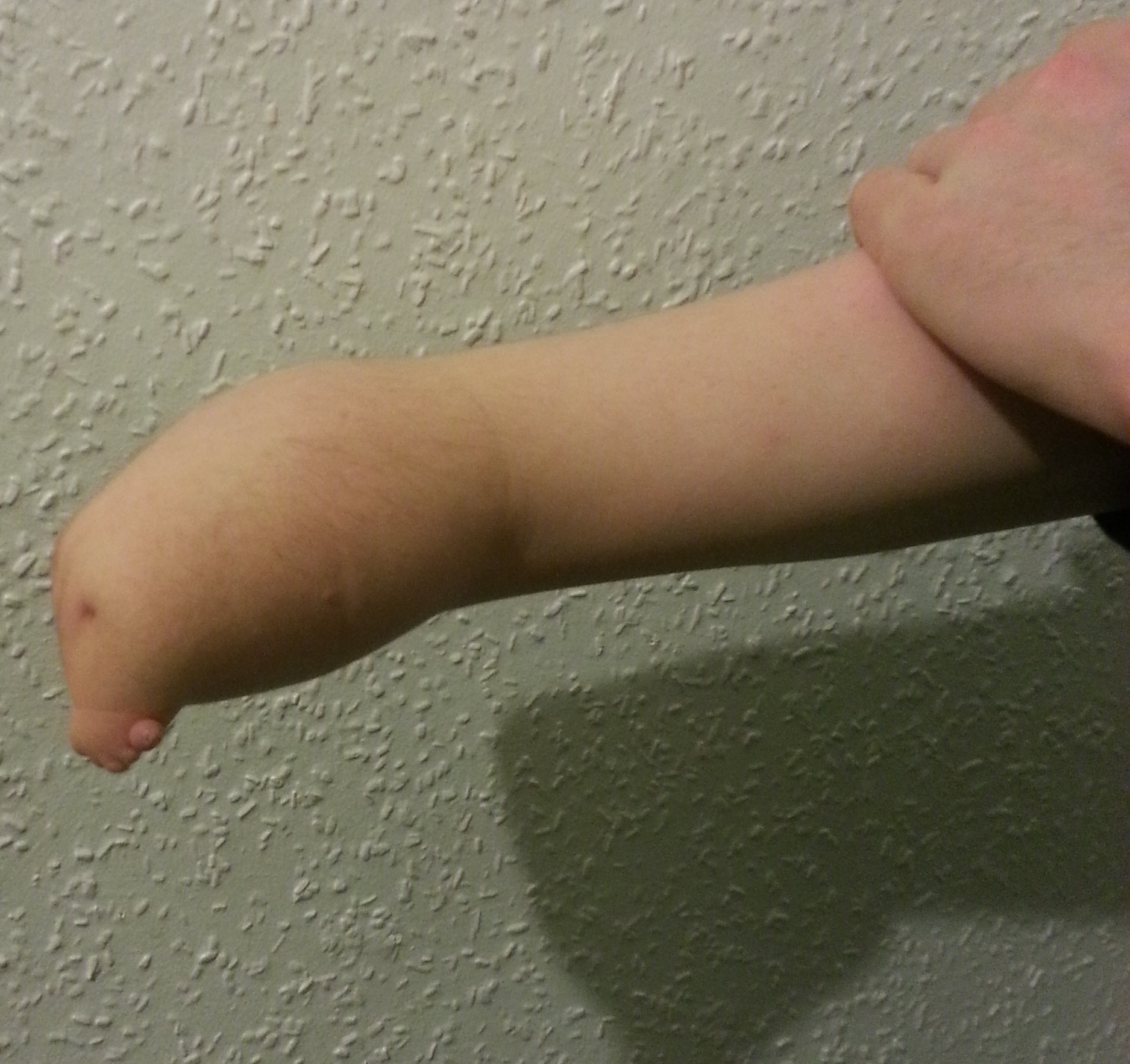
Pahýl ruky, vrozená vada

## Lékařství
K překonání fyzických i psychických obtíží pacienta vzešlých z chybějící, zakrnělé či jinak postižené končetiny, zubu apod. používá lékařská věda tzv. protézy nebo náhrady – končetinovou protézu k nahrazení horních i dolních končetin, zubní protézu k nahrazení celého chrupu apod. K opravě jednotlivých ulomených zubů se používá např. tzv. korunka nebo zubní můstek.
Odstřihnutím pupeční šňůry vzniká pupeční pahýl, který je buď odříznut, nebo později odpadá, a pupek se dohojí.
Ženám se při některých onemocněních odebírá děloha. Odstřižením dělohy od pochvy vzniká poševní pahýl.

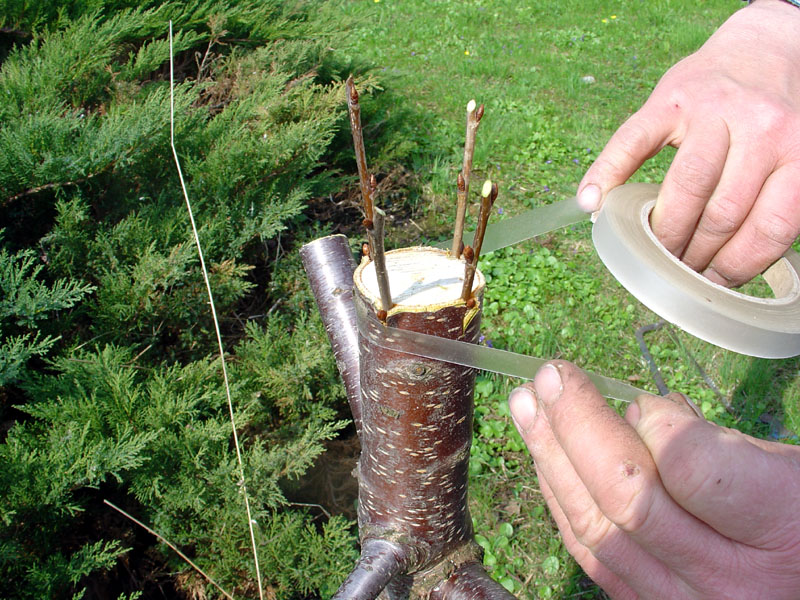
Roubování třešně

## Zoologie
Ve včelařství se jako pahýl označuje patologicky zkrácená nebo sestřižená křídla včelí matky.

## Botanika
Specifické druhy pahýlů vytváří člověk, a to s určitým cílem:
- pařez – zbytek nadzemní části stromu po jeho pokácení;[2]
- podnož – spodní část rostliny (zpravidla stromu), na kterou se po odříznutí vrchní části přenáší (roubuje) část jiné rostliny (roub).

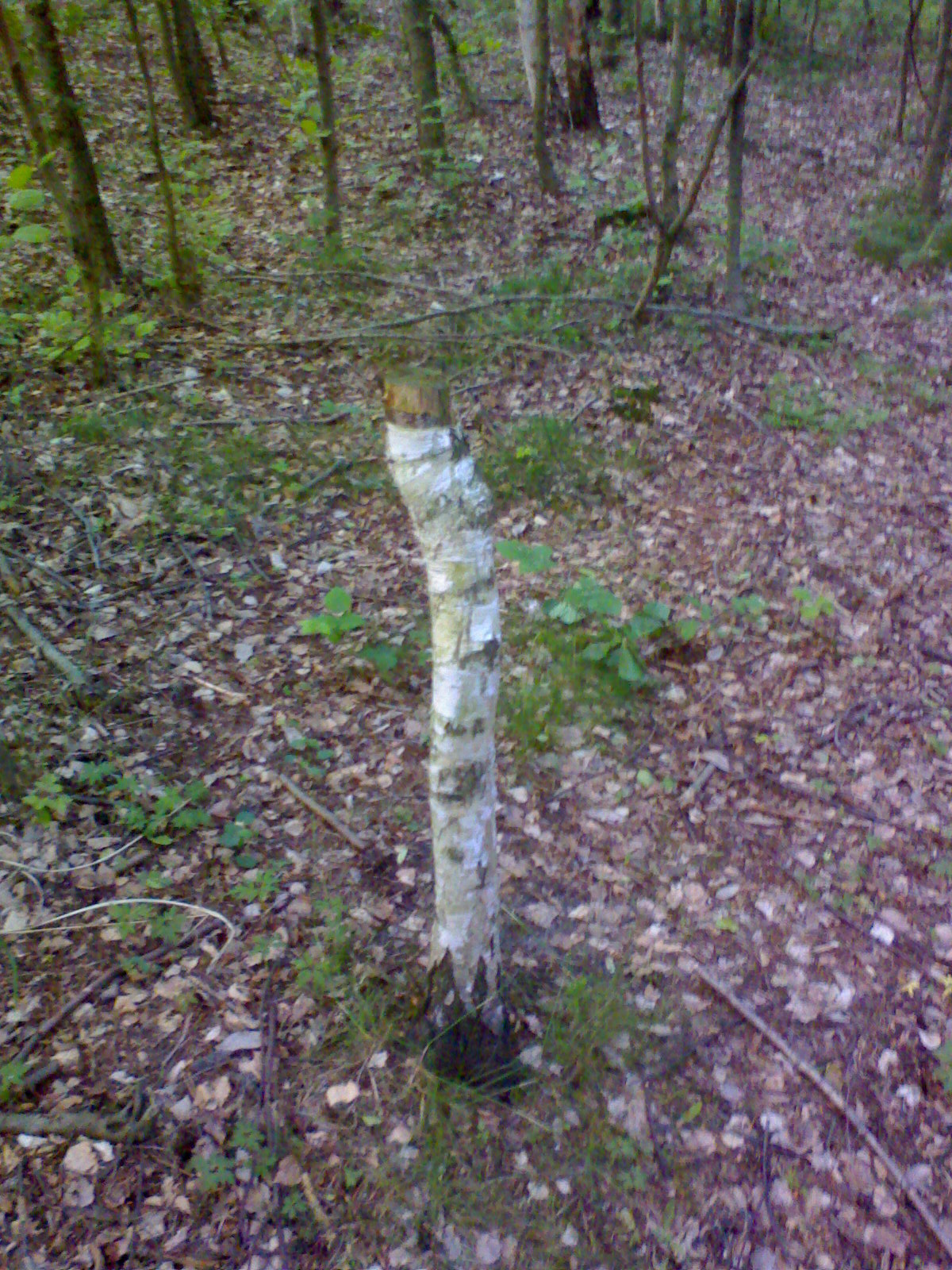
Pahýl břízy

## Další významy
- vertikální pahýl v elektrotechnice – užívá se v napájecích obvodech ke stejnosměrnému oddělení aktivních prvků nebo jako přizpůsobovací obvod;[9]
- pahýl (elektronika)
- staniční pahýl na železnici – maximálně zredukovaná sousední stanice tak, aby na ní bylo možné simulovat plnohodnotný provoz;[10]
- pahýl neboli torzo v elektronických encyklopediích převážně založených na systému wiki jako označení článku, který je příliš stručný nebo neobsahuje některé důležité informace a potřebuje vhodně rozšířit; neplnohodnotný článek.[11]